# Hulkund, Ramdurg
Hulkund là một làng thuộc tehsil Ramdurg, huyện Belgaum, bang Karnataka, Ấn Độ.